# Norderteich mit Naptetal
Koordinaten: 51° 53′ 5″ N, 9° 1′ 57″ O

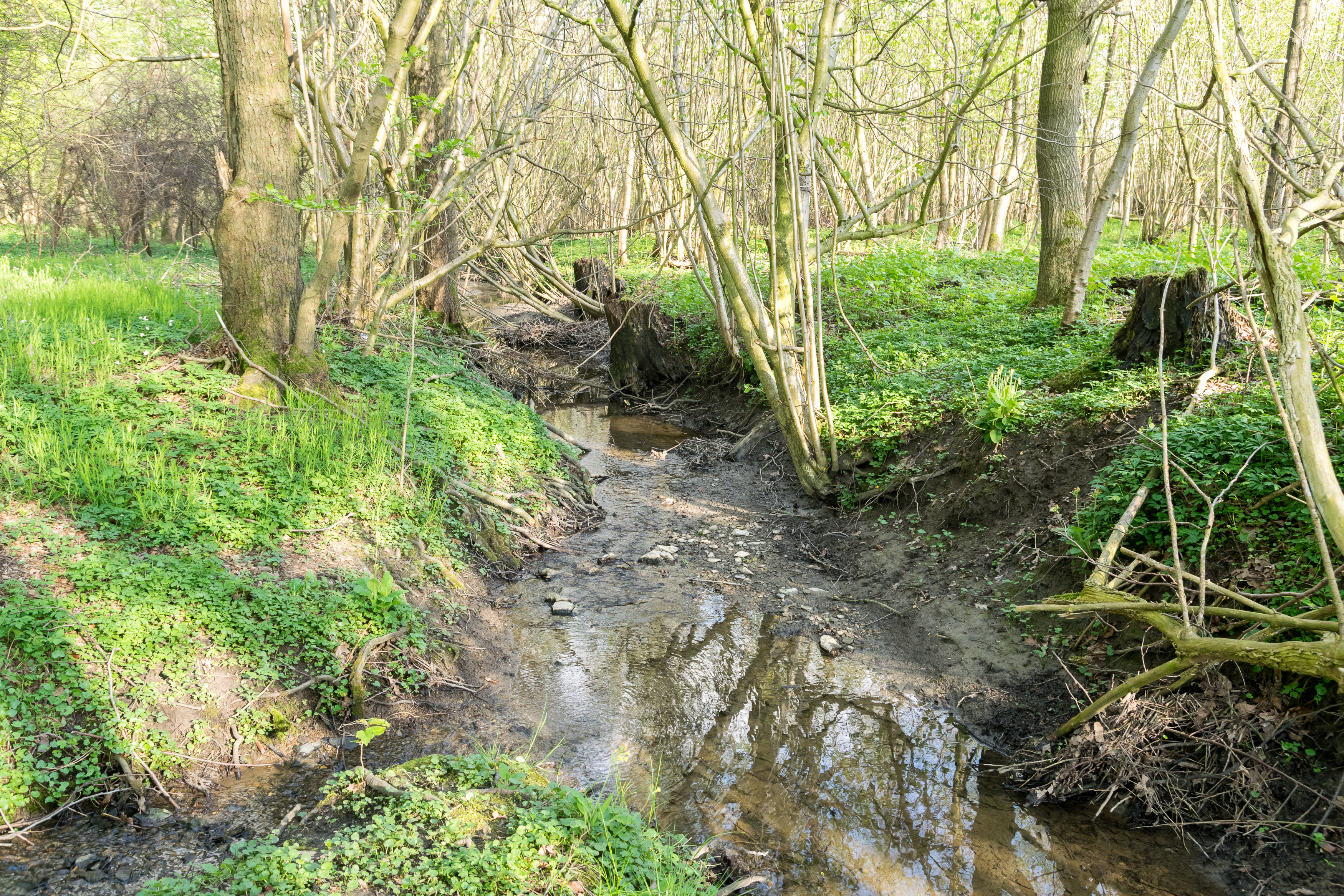
Naturschutzgebiet Norderteich mit Naptetal (Mai 2015)

Das Naturschutzgebiet (NSG) Norderteich mit Naptetal liegt auf dem Gebiet der Stadt Horn-Bad Meinberg im Kreis Lippe in Nordrhein-Westfalen.

## Lage
Das insgesamt etwa 229,5 Hektar große aus sechs Teilflächen bestehende Gebiet erstreckt sich östlich der Kernstadt Horn-Bad Meinbergs entlang der Napte, eines linken Nebenflusses der östlich fließenden Emmer. Im Gebiet liegt der 12,5 Hektar große Norderteich. Durch den westlichen Teil des Gebietes verläuft die Bundesstraße 1 und am östlichen Rand die Bundesstraße 239 / Bundesstraße 252. Nördlich des Gebietes erstreckt sich das rund 462 Hektar große Naturschutzgebiet Beller Holz, östlich das rund 363,8 Hektar große NSG Emmeroberlauf und Beberbach, südlich das rund 87,6 Hektar große NSG Buchenwald bei Bellenberg und südwestlich das rund 139,1 Hektar große NSG Silberbachtal mit Ziegenberg.

## Bedeutung
Das Gebiet mit der Schlüssel-Nummer LIP-004 steht seit dem Jahr 1961 unter Naturschutz. Schutzziele sind
- Schutz und Erhalt eines strukturreichen Grünland-Heckenkomplexes sowie eines naturnahen Bachtales mit Auengrünland,
- Erhaltung des Eichen-Hainbuchenwaldes mit alten Baumexemplaren,
- Schutz und Erhaltung der zahlreichen Tier- und Pflanzenarten und
- Erhaltung des Stillgewässers als Lebensraum zahlreicher Insekten und Amphibien.[2]